# Kyselina siřičitá
Kyselina siřičitá (chemický vzorec H2SO3) patří ke středně silným kyselinám. Je to dvojsytná kyselina. Je součástí kyselých dešťů. Je známa pouze v roztocích, ve kterých vzniká rozpouštěním oxidu siřičitého:
SO2 + H2O → H2SO3
Jestliže se její roztok zahřívá, dochází k zpětné reakci, tj. vzniká voda a uvolňuje se oxid siřičitý.
Kyselina siřičitá disociuje (štěpí se na ionty) ve dvou stupních:
H2SO3 → H+ + HSO3−
HSO3− → H+ + SO32−
Kyselina siřičitá tvoří dva typy solí: siřičitany a hydrogensiřičitany. Siřičitany se na vzduchu slučují s kyslíkem a tím se oxidují na sírany. Kyselina siřičitá a její soli mají redukční vlastnosti. Příkladem je tato reakce s kyselinou dusitou:
2HNO2 + H2SO3 → 2NO + H2SO4 + H2O
Kyselina siřičitá odebírá kyselině dusité jeden kyslík, tím ji redukuje na oxid dusnatý, a sama odebraný kyslík přijímá, tím se oxiduje na kyselinu sírovou.
Siřičitany alkalických kovů se zahříváním rozkládají a jejich rozkladem vzniká síran a sulfid:
4Na2SO3 → 3Na2SO4 + Na2S
Siřičitany kovů alkalických zemin se však zahříváním rozkládají na oxid siřičitý a příslušný oxid kovu:
MgSO3 → MgO + SO2